# Regionale raad van Beër Tuvia
De regionale raad van Beër Tuvia (Hebreeuws: מועצה אזורית באר טוביה) is een regionale raad in het zuidelijke kustgebied van Israël. Beër Tuvia werd een regionale raad in 1950 met een toen vastgelegde 140 km². In 2005 telde Beër Tuvia 17.400 inwoners.

## Nederzettingen
- Kibboetsen:
  - Hatzor Ashdod

- Mosjaven:
  - Arugot · Avigdor · Azrikam · Be'er Tuvia · Beit Ezra · Bitzaron · Emunim · Giv'ati · Hatzav · Kfar Ahim · Kfar Warburg · Neve Mivtah · Nir Banim · Orot · Sde Uziyahu · Shtulim · Talmei Yehiel · Timorim · Yenon

- Overige:
  - Ahva · Ezer · Kannot